# Museo Nacional de Arte (Palacio Diez de Medina)
El Museo Nacional de Arte, Palacio Díez de Medina es un museo de la ciudad de La Paz, Bolivia. El mismo  cuenta con una importante colección permanente de pintura colonial, lienzos de Melchor Pérez de Holguín,  pintor del siglo XVII, y de Gregorio Gamarra, pintor peruano del siglo XVII. 

## Ubicación

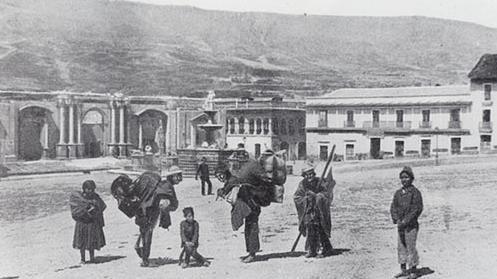
Al fondo el Museo Nacional de Arte en 1860, durante la construcción de la catedral.

El museo se encuentra justo en frente de la plaza de armas de la ciudad de La Paz, la Plaza Murillo, específicamente en intersección del paseo peatonal Calle Comercio y la calle Socabaya.

## Historia

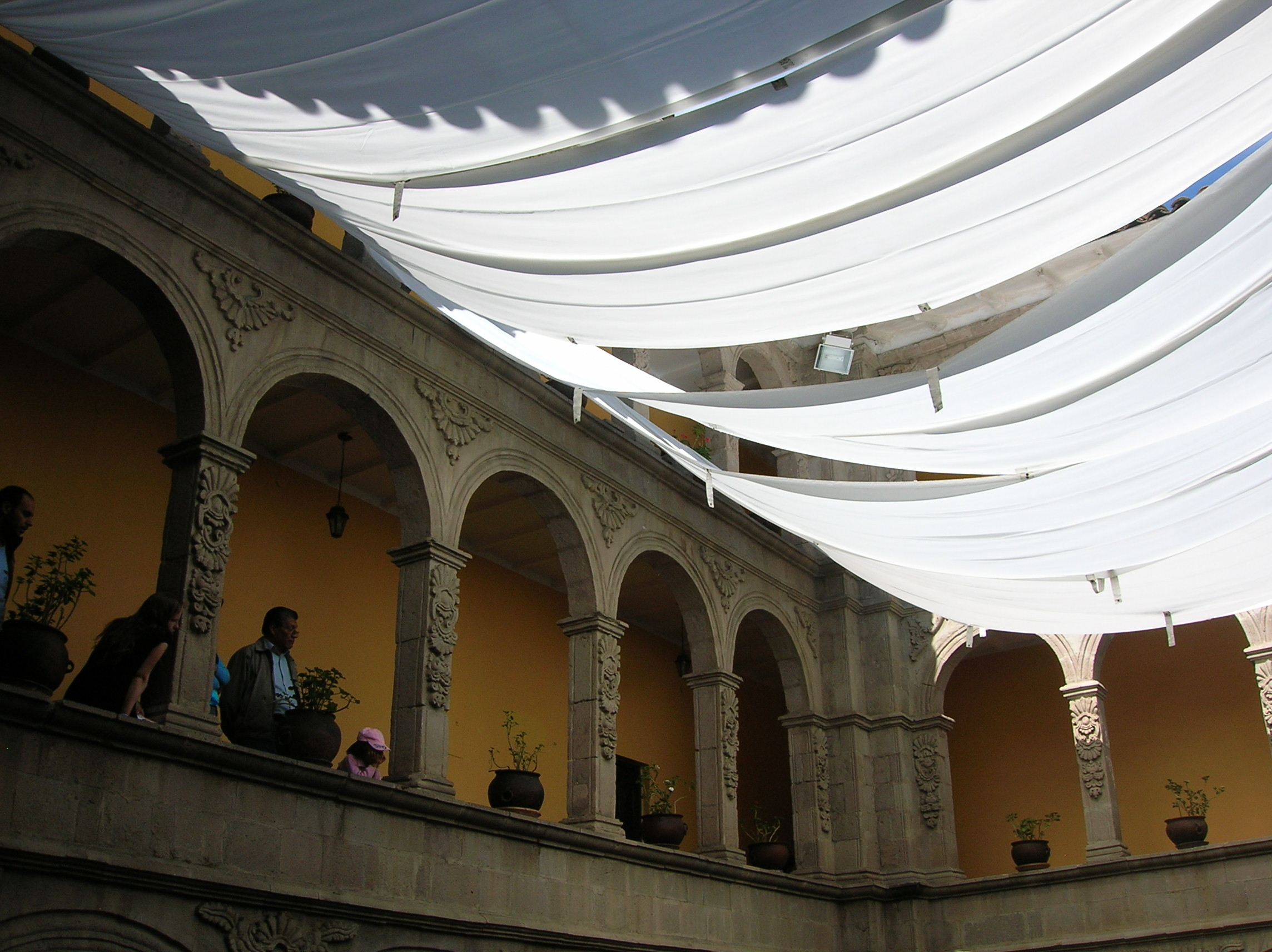
Patio central del Museo.

Esta casona fue edificada en la década de 1770 por Francisco Tadeo Díez de Medina y Vidangos, quien la utilizó como residencia principal, originalmente la vivienda incluía el edificio del actual Hotel Torino, que fue modificado en la segunda mitad del siglo XIX. También se unía al edificio de 1768 conocido como Villa de París y que perteneció a Tadeo Diez de Medina y Mena. Completando así un conjunto de edificaciones con varios patios interiores.
Diez de Medina ocupó el cargo de Oidor y fue conocido por enjuiciar y condenar a varios líderes indígenas como Túpac Katari, Bartolina Sisa o Gregoria Apaza. No llegó a tener descendencia y legó sus propiedades a sus hermanos, ellos decidieron dividir y vender la propiedad. 
El edificio principal fue adquirido por la Marquesa de Haro, María del Carmen Bilbao la Vieja, en 1803. Posteriormente pasó a manos de Teresa de Villaverde y Landavere, una de las damas más ricas de la ciudad. En algún momento se conoció al edificio con el nombre de Palacio de los condes de Arana, pero se desconoce el origen del nombre pues nunca existió este título nobiliario. 
A fines del siglo XIX funcionaron en el edificio, el famoso hotel Gisbert, luego el Casino Español y en 1964 el palacio fue adaptado para albergar al Museo Nacional de Arte de Bolivia, conservando dos patios y sus tres niveles. El ingreso principal fue ubicado en la calle Socabaya.

## Arquitectura
El  ingreso muestra una portada de piedra labrada y decorada con motivos barrocos que abarcaron los  tres niveles del edificio. En el encuentro de las calles Socabaya y Comercio destacan la columna esquinera de piedra y el balcón tipo logia de piedra.

## Colecciones

### Arte colonial y republicano

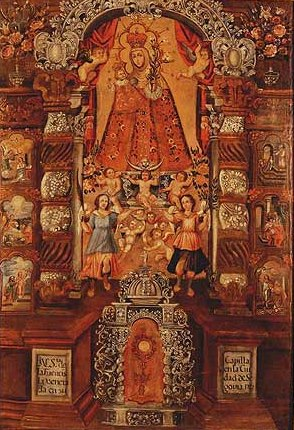
Virgen de Fuencisla, 1723
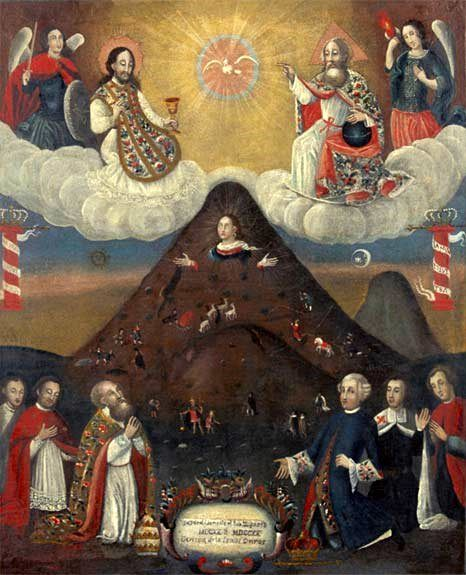
Virgen del Cerro,1720
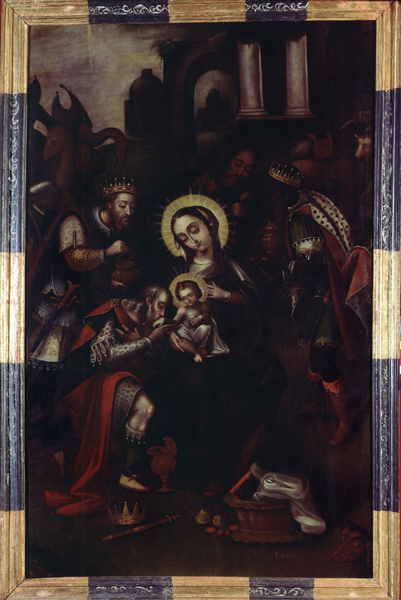
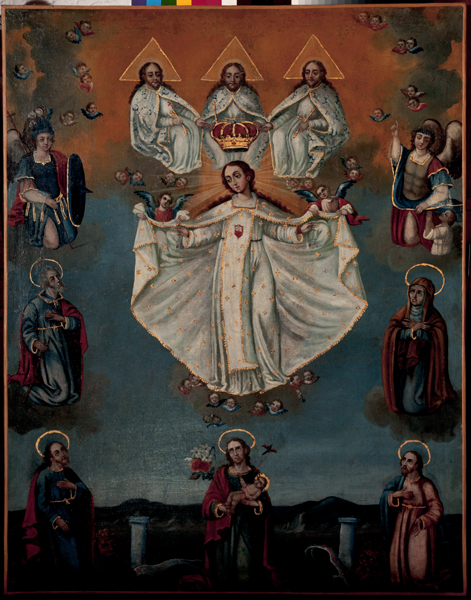
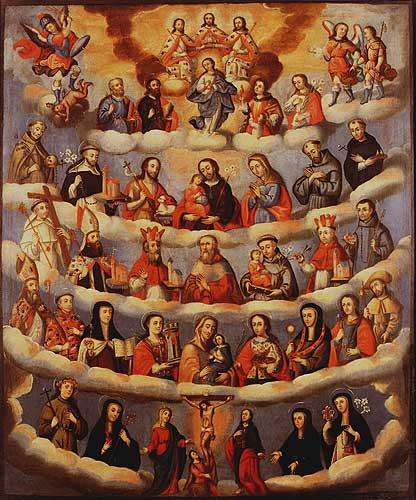
Coronación de la Virgen por la Trinidad y los Santos, Siglo XVIII
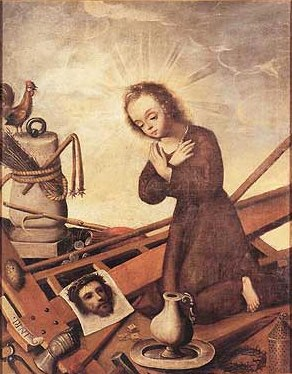
Niño Jesús con símbolos de la Pasión, Gregorio Gamarra
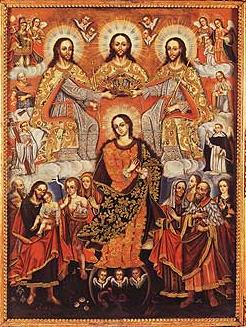
Coronación de la Virgen, Gaspar Miguel de Berrío.

### Arte contemporáneo
También posee en sus colecciones arte contemporáneo boliviano, latinoamericano e internacional como del artista español Javier de Villota. La exposición itinerante La Luz de la Memoria, compiló algunos de estos autores de la colección pertenecientes a la segunda mitad del siglo XX, bajo un discurso que revisaba las expresiones artísticas en periodos de violencia de estado en el Cono Sur.